# Огородов, Михаил Иванович
Михаил Иванович Огородов (12 октября 1901, Ерзовка, Саратовская губерния — 10 сентября 1971, Львов) — советский военачальник, генерал-майор (17 января 1944).

## Биография
Михаил Иванович Огородов родился 12 октября 1901 года в селе Ерзовка (ныне Городищенский район Волгоградской области).
Работал прессовщиком болточно-заклёпочного цеха на заводе французского заводчика в Царицыне. С 5 октября 1917 года состоял в красногвардейском отряде при этом же заводе.

### Гражданская война
В марте 1918 года призван в ряды РККА и направлен красноармейцем в особый отряд при Царицынском уездном военкомате.
8 марта 1919 года Огородов направлен на учёбу на 1-е Самарские курсы при Самарском запасном полку, после окончания которых в июле назначен в этом же полку на должность командира взвода, после чего принимал участие в боевых действиях против Добровольческой армии под командованием А. И. Деникина.
В феврале 1920 года назначен на должность политрука продовольственного отдела в Управлении 9-й Кубанской армии, находясь на которой, участвовал в действиях против бандитизма станицы Григорополисская. С июля 1922 года служил на должностях политрука и командира взвода в составе Дагестанской бригады (Северокавказский военный округ), дислоцированной в городе Темир-хан-Шура.
В августе 1922 года М. И. Огородов назначен на должность командира взвода 38-го стрелкового полка (13-я Дагестанская стрелковая дивизия), после чего принимал участие в боевых действиях против бандитизма на территории Хасав-Юртовского округа.

### Межвоенное время
В октябре 1923 года направлен на учёбу на повторные курсы среднего комсостава Северокавказского военного округа в Ростове-на-Дону, после окончания которых в июле 1924 года вернулся в 38-й стрелковый полк на должность командира взвода. 24 сентября 1925 года направлен на учёбу в Северо-Кавказскую военную политическую школу имени К. Е. Ворошилова в Ростове-на-Дону, после окончания которой в 1927 году вновь вернулся в полк, где служил на должностях командира взвода, командира и политрука роты, помощника командира батальона.
В марте 1933 года Огородов назначен на должность командира пулемётной роты в Орджоникидзевской пехотной школе, в феврале 1936 года — на должность начальника полковой школы в 37-м стрелковом полку (33-я стрелковая дивизия), дислоцированном в Каменске, однако в марте того же года переведён в Киевскую пехотную школу имени Рабочих Красного Замоскворечья.
В декабре 1937 года назначен на должность командира 21-го стрелкового полка (7-я стрелковая дивизия, Киевский военный округ), дислоцированного в городе Ромны.
В июне 1938 года Огородов переведён в 63-ю горнострелковую дивизию (Закавказский военный округ), где назначен на должность командира 188-го горнострелкового полка, а в мае 1940 года — на должность заместителя командира этой же дивизии.

### Великая Отечественная война
В июле 1941 года полковник М. И. Огородов назначен на должность начальника курсов младших лейтенантов Закавказского фронта, в феврале — на должность начальника 2-го Тбилисского военно-пехотного училища, в июне 1942 года — на должность командира 155-й стрелковой бригады, 23 апреля 1943 года — на должность заместителя командира 3-го стрелкового корпуса (Северо-Кавказский фронт), а в середине июля — на должность командира 7-й гвардейской стрелковой бригады, находившейся на переформировании.
3 августа 1943 года Огородов переведён на должность командира 110-й гвардейской стрелковой дивизии, которая переформировывалась северо-восточнее Воронежа на базе 5-й и 7-й гвардейских стрелковых бригад, и в сентябре была передислоцирована в район Солошино — Перевалочная северо-восточнее Кременчуга, после чего принимала участие в ходе битвы за Днепр и затем в наступательных боевых действиях на александрийском и кировоградском направлениях. 21 декабря 1943 года снят с занимаемой должности в связи с болезнью, после чего лечился в госпитале.
По выздоровлении полковник Михаил Иванович Огородов 16 января 1944 года вновь назначен на должность командира 110-й гвардейской стрелковой дивизии, которая вскоре принимала участие в боевых действиях в ходе Кировоградской, Корсунь-Шевченковской, Уманско-Ботошанской, Ясско-Кишинёвской, Дебреценской, Будапештской, Западно-Карпатской и Братиславско-Брновской наступательных операциях.
В конце апреля 1945 года генерал-майор М. И. Огородов направлен на учёбу на ускоренный курс при Высшей военной академии имени К. Е. Ворошилова.

### Послевоенная карьера
По окончании учёбы с января 1946 года состоял в распоряжении Главного управления кадров НКО и в апреле того же года назначен на должность заместителя командира 34-го гвардейского стрелкового корпуса в составе Прикарпатского военного округа.
Генерал-майор Михаил Иванович Огородов 10 апреля 1955 года вышел в запас. Умер 10 сентября 1971 года во Львове.

## Награды
- Орден Ленина (21.11.1945);
- Четыре ордена Красного Знамени (13.5.1943, 29.12.1943, 2.11.1944, 24.6.1948);
- Орден Суворова 2 степени (22.2.1944);
- Орден Кутузова 2 степени (28.04.1945);
- Орден Отечественной войны 1 степени (30.10.1944);
- Медали.